# Друевский сельсовет
Друевский сельсовет (белор. Друеўскі сельсавет) — административная единица на территории Браславского района Витебской области Республики Беларусь. Административный центр — агрогородок Друя.

## История
29 апреля 2004 года образован Друевский сельсовет с административный центром — городской посёлок Друя.
16 июля 2023 года изменена граница деревни Глубощина.

## Состав
Друевский сельсовет включает 74 населённых пункта:
- Альбиновщина — деревня
- Антоново — деревня
- Бабышки — деревня
- Бандури — хутор
- Барановщина — деревня
- Барбаришки — деревня
- Бернатовщина — деревня
- Борки — хутор
- Боровые — хутор
- Бугры — хутор
- Буковщина — хутор
- Вальтины — деревня
- Василёво — хутор
- Верды — деревня
- Войса — деревня
- Войты — деревня
- Глубощина — деревня
- Девели — деревня
- Деликаторы — деревня
- Демьяны — деревня
- Детковцы — деревня
- Домбровово — деревня
- Залесные — хутор
- Друйка — деревня
- Друйск — деревня
- Друя — агрогородок
- Залесье — деревня
- Заполье — деревня
- Инели — хутор
- Исачки — хутор
- Кадаронцы — деревня
- Кирилино — деревня
- Климповщина — деревня
- Коковщина — деревня
- Кондерщина — деревня
- Коноваловщина — деревня
- Коноплянщина — деревня
- Кочерги — деревня
- Красногорка — хутор
- Кривовщина — деревня
- Кропишки — деревня
- Кяпсни — деревня
- Лозовка — хутор
- Луги — деревня
- Лукьянцы — хутор
- Ляды — хутор
- Мальки — деревня
- Минейты — деревня
- Надречье — деревня
- Оплиса 1 — деревня
- Оплиса 2 — деревня
- Пановка — хутор
- Песчанка — деревня
- Почта Абабье — деревня
- Редкуны — деревня
- Репенщина — деревня
- Русцы — деревня
- Рыжевщина — хутор
- Саути — хутор
- Сметановщина — деревня
- Смульки — деревня
- Стефаново — хутор
- Струневщина — деревня
- Сурмачево — деревня
- Сухаревщина — хутор
- Тороповка — хутор
- Турчилово — деревня
- Устронь — хутор
- Федоринки — деревня
- Чернево — деревня
- Чернявщина — деревня
- Шаркели — хутор
- Шафраново — хутор
- Яя — деревня

Упразднённые населённые пункты на территории сельсовета:
- Безназванное — деревня[4]
- Бильдюги — хутор[4]
- Вальтиновщина — хутор[5]
- Горавки 1 — деревня[6]
- Леповка — хутор
- Рогалёво — деревня[7]
- Телеши — хутор[8]